# 塞梅尼夫卡 (波克羅夫斯克區)
塞梅尼夫卡（烏克蘭語：Семенівка）是乌克兰顿涅茨克州波克羅夫斯克區奥切雷蒂内市镇的村庄。根据2001年烏克蘭人口普查，该村境內有182人，其中54.95%的人母语是俄语，45.05%的人母语是乌克兰语。
2024年4月28日，亚历山大·瑟尔斯基表示烏克蘭軍隊從當地撤退。隨後當地被俄羅斯控制。